# Notarius grandicassis
Notarius grandicassis é uma espécie de peixe da família Ariidae da ordem dos Siluriformes.
Os machos podem atingir 63 centímetros de comprimento total.
É encontrado em rios e estuários entre o Golfo da Venezuela e a foz do rio Amazonas.